# كوارتانغو
بلدية كوارتانغو (بالإسبانية: Cuartango) هي بلدية تقع في مقاطعة ألافا التابعة لإقليم الباسك شمال إسبانيا.

## الديموغرافيا
يبلغ عدد سكان بلدية كوارتانغو 351 نسمة عام 2011 (وفقاً للمعهد الوطني للإحصاء الإسباني).
| 343 | 372 | 372 | 356 | 358 | 357 | 351 |